# 8e Landingsflottielje
Het 8e Landingsflottielje (Duits: 8. Landungsflottille) was een operationele eenheid van de Duitse Kriegsmarine tijdens de Tweede Wereldoorlog. Zo’n flottielje was normaal uitgerust met onder andere 20 tot 30 stuks van de Marinefährprahm. 

## Geschiedenis

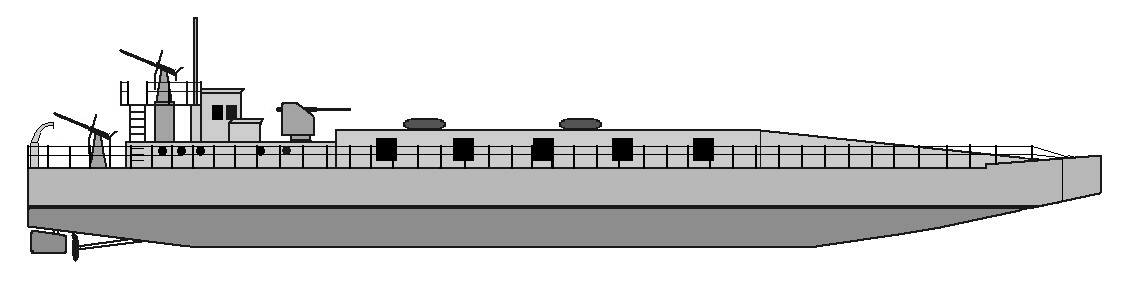
De standaarduitrusting: de Marinefährprahm

### 1e Oprichting
Het flottielje werd opgericht in januari 1942 in Bergen gevormd. Aanvankelijk alleen uitgerust met geniemotorboten, ontving het flottielje in juni 1942 ongeveer 30 Marinefährprähme. Delen van het flottielje werden vervolgens verplaatst naar de Porsangerfjord om met het 21e Landingsflottielje beschikbaar te zijn ter verdediging tegen gevreesde vijandelijke landingen in Noord-Noorwegen. Het flottielje werd in november 1942 ontbonden en de boten werden waarschijnlijk overgedragen aan het 22e Landingsflottielje.

### 2e Oprichting
Het flottielje werd opnieuw gevormd in september 1944 in Tromsø. Ze werd ook onmiddellijk ingezet om Noord-Finland en het Noorse Lappmarken te ontruimen en werd onder de Landungsboot-Einsatzstab Polarküste geplaatst. Vanaf 17 oktober 1944 werden delen van het flottielje , vooral de artillerieboten, toegewezen aan luchtafweerbescherming voor de Tirpitz, die terug naar de Sandefjord was verplaatst. Tijdens aanvallen door geallieerde bommenwerpers op 29 oktober en 12 november 1944 raakten boten van het flottielje beschadigd en veroorzaakten bomscherven slachtoffers onder de bemanningen. Van 1 tot 30 november 1944 vervoerde het flottielje 50.000 soldaten en 6.030 voertuigen over de Lyngenfjord in 2.130 tochten. In februari 1945 verhuisde het flottielje naar Harstad en bracht de Duitse troepen uit Hammerfest in korteafstandstransporten naar Lyngen en Tromsø. Van 7 tot 15 maart 1945 brachten de boten van het flottielje Duitse eenheden naar het eiland Söröya, dat voorheen bezet was door Noorse troepen. Op 11 maart 1945 verhuisde het flottielje naar Tromsø. 

### Einde
Het 8e Landingsflottielje capituleerde op 8 mei 1945 in Noorwegen. Na de overgave werd het flottielje onder de controle van de GMSA (German Mine-Sweeping Administration) geplaatst en gebruikt voor het Noorse burgerlijk bestuur.

## Commandanten
| Rang            | Naam                | Begin          | Eind          |
| --------------- | ------------------- | -------------- | ------------- |
| Kapitänleutnant | Alfred Zahel        | januari 1942   | november 1942 |
| Kapitänleutnant | Werner Breitenstein | september 1944 | 8 mei 1945    |